# Krita
Krita és un editor d'imatges de mapa de bits dissenyat per al dibuix, el còmic, la il·lustració, la pintura digital, l'art conceptual i l'animació en 2D. Compta amb un llenç OpenGL accelerat, suport per a la gestió del color, un motor de pinzell avançat, capes i màscares no destructives, gestió de capes basades en grups, suport per a gràfics vectorials i perfils de personalització commutables. Escrit en C++, usant Qt i sota la llicència lliure GPL v3.

## Característiques
- És multiplataforma, s'executa en Windows, macOS, Linux, Android i Chrome OS.
- interfície intuïtiva amb panels personalitzables.
- Filtres i màscares avançades.
- Conjunt de pinzells i patrons personalitzables.
- Formats suportats de manera nativa: Document de Krita (.kra), OpenRaster (.ora), PPM, PGM, PBM, PNG, JPEG, Windows BMP, XPM, XMB, TIFF, EXR.[1][3]

## Història
Inicià el desenvolupament el 1998 com a alternativa a GIMP i només per a Linux. En el seu primer llançament públic formava part del KOffice a la versió 1.4.0 el 21 de juny del 2005, posteriorment va formar part de la Calligra Suite. Abans d'aquest llançament públic havia estat anomenat KImageShop i posteriorment Krayon, però problemes legals van motivar el canvi del seu nom.
A principis d'agost de 2017, la comunitat va salvar el projecte dels dificultats fiscals en què es trobava fruit d'un mal assessorament fiscal.
El setembre de 2022, Intel va esdevenir el primer patrocinador corporatiu de la Fundació Krita. Preveient-se noves funcionalitats en l'apartat de pintura del programari.

### Llançaments
| Versió | llançament | Comentaris |
| ------ | ---------- | --- |
| 1.4    | 21-06-2005 | Llançat juntament amb el KOffice 1.4. Va ser el primer llançament públic de Krita. |
| 2.0    | 28-05-2009 | Primera versió basada en la plataforma KDE 4. Nous pinzells com Sumi-e per a la simulació del cabell, Chalk i Dynadraw. Llenços basats en OpenGL i clonat de capes entre altres novetats. Krita estrenava pàgina web pròpia i es podia instal·lar tant a Mac OS X com a Windows.                            |
| 3.0    | 31-05-2016 | Inclou suport per a l'animació. Vista prèvia per a un millor rendiment inclòs en formats grans gràcies a OpenGL 3.0. Fou portat a la versió Qt 5. Krita estrenava un dipòsit propi per al codi i una wiki per al manual.                                                                                    |
| 4.0    | 22-03-2018 | S'inclou el format SVG, l'eina text així com l'eina Comic Project Management Tools que facilita a l'usuari la producció de còmics i material semblant. Es van millorar les eines basades en vectors. Es va ampliar la gamma de pinzells, capes de selecció, millores dels filtres, i més paletes de colors. |
| 4.4.0  | 13-10-2020 | Comportà la millora en la gestió de l'eina d'emplenat, els patrons i les textures. La darrera versió de la branca fou la 4.4.8 (25-08-2021). |
| 5.0    | 23-12-2021 | Afegí un nou motor de pinzells MyPaint. Es va renovar la gestió dels pinzells, els degradats, les paletes i l'etiquetatge. En l'animació s'afegí suport per a interpolar i clonar fotogrames clau. Krita 5.0.8 fou la darrera versió de la branca.                                                          |
| 5.1    | 18-08-2022 | Entre altres millores, afegí suport i compatibilitat per a diferents formats i sistemes operatius. Krita 5.1.5 fou la darrera versió de la branca. |
| 5.2    | 5-10-2023  | Es millorà el flux de treball per a l'àudio, el vídeo, l'animació, la retolació i la selecció del color sense grans canvis a la interfície gràfica. |